# DYNLT3
La dineína, cadena ligera, Tctex-tipo 3, también conocida como DYNLT3, es una proteína que en humanos está codificada por el gen DYNLT3 .  Este gen codifica un miembro de una subclase de cadenas ligeras de dineína. La proteína codificada se homodimeriza y forma el componente de cadena ligera del complejo de proteína motora de dineína citoplásmica. Esta proteína puede ser importante para unir dineína a cargas específicas, incluida la proteína del punto de control del huso BUB3. Esta proteína también puede funcionar independientemente de la dineína como modulador transcripcional. Los pseudogenes de este gen se encuentran en los cromosomas 2 y 20.

## Función
DYNLT3 es un miembro de la familia de proteínas motoras dineína . DYNLT3 se une a BUB3, una proteína del punto de control del huso que está presente en los cinetocoros en la prometafase . DYNLT3 también puede funcionar como un regulador de la transcripción del gen Bcl-2 mediante la unión a SATB1 de manera independiente de la dineína.

## Interacciones
Se ha demostrado que DYNLT3 interactúa con VDAC1.